# Nag’s Head (St. Kitts)
Nag’s Head ist eine Landzunge im Süden der Karibikinsel St. Kitts im Inselstaat St. Kitts und Nevis.

## Geographie
Die Halbinsel bildet die südlichste Spitze von St. Kitts. Sie erstreckt sich vom „Knauf“ des „Pfannenstiels“ von Saint George Basseterre nach Süden in die Meerenge The Narrows. Die Landzunge ist ein ehemaliger vulkanischer Rücken, der sich ganz im Süden bis auf ca. 100 m erhebt; weiter nördlich, am Rand des Great Salt Pond, erreicht der Höhenzug seine größte Höhe mit ca. 140 m. Die Landzunge wird von den Buchten Shitten Bay (im Westen) und Majors Bay (im Osten) eingeschnürt. Crab Hole und Buggs Hole waren früher beliebte Anlegeplätze für Schmuggler. Der Horseshoe Point ist eine wichtige nautische Wegmarke.